# Eld
Eld – trzecia płyta norweskiego zespołu Enslaved.

## Lista utworów
| Nr | Tytuł utworu                 | Długość |
| -- | ---------------------------- | ------- |
| 1. | „793 (Slaget Om Lindisfarne” | 16:10   |
| 2. | „Hordalendingen”             | 5:19    |
| 3. | „Alfablot”                   | 6:33    |
| 4. | „Kvasirs Blod”               | 7:51    |
| 5. | „For Lenge Siden”            | 8:08    |
| 6. | „Glemt”                      | 8:04    |
| 7. | „Eld”                        | 6:36    |
|    |                              | 58:41   |

## Twórcy
- Grutle Kjellson – śpiew, gitara basowa
- Ivar Bjørnson – gitara, instrumenty klawiszowe
- Harald Helgeson – instrumenty perkusyjne
- Eirik "Pytten" Hundvin – inżynieria dźwięku i produkcja